# 田代忠雄
田代 忠雄（たしろ ただお、1926年4月23日 ‐ ）は、栃木県出身の俳優。星座はおうし座。
有限会社プロダクション・タンク所属。数年間テレビドラマに多数出演するほか、映画やCMなどに幅広く活躍。

## 出演

### テレビ
- いのちのケースファイル（NHK）
- 金曜ドラマシアター「愛する時と裁く時」（1992年11月6日、フジテレビ）
- 土曜ワイド劇場「京都〜飛鳥路の旅殺人事件」（1992年11月14日、テレビ朝日）
- 金曜時代劇「とおりゃんせ 深川人情澪通り」（1995年、NHK）
- 火曜サスペンス劇場「救急指定病院5 病院を襲った連続放火事件」（1996年4月16日、日本テレビ）
- 火曜サスペンス劇場「九門法律相談所5 飛べない小鳥たち・ホステス殺人に絡んだ三組の親と子の不思議」（1996年6月11日、日本テレビ）
- 市原悦子ドラマスペシャル「黄落」（1997年5月1日、テレビ東京）
- マスクド・ママ（1997年10月11日、フジテレビ）
- さわやか3組（1998年 - 2001年、NHK教育）
- サイコメトラーEIJI2（1999年10月 - 12月、日本テレビ）
- 夜逃げ屋本舗1999歳末逃げ納めスペシャル!!（1999年12月30日、日本テレビ）
- 連続テレビ小説「私の青空」（2000年、NHK）
- やまとなでしこ（2000年10月23日、フジテレビ）合コン老人
- 中学生日記（2001年 - 2005年、NHK）
- 非婚家族（2001年8月2日、フジテレビ）
- 女と愛とミステリー「ミイラが呼んでいる〜湯殿山麓に即身仏の呪い!」（2002年12月15日、BSジャパン、テレビ東京）
- 二重生活（2004年1月7日、フジテレビ）
- 夫婦。（2004年10月10日、TBS）
- 危険なアネキ（2005年10月17日・11月21日、フジテレビ）
- 世にも奇妙な物語「さっきよりもいい人」（2008年4月2日、フジテレビ）老人役
- 七瀬ふたたび（2008年10月9日・16日、NHK）
- 時々迷々（2009年、NHK）

### 映画
- ゲット・イット・オン?（2001年）
- ドラッグストア・ガール（2004年、松竹）工房の老人役
- 天然コケッコー（2007年7月28日） - 田浦のじっちゃん 役

### CM
- NTTドコモ
- 日本ミルクコミュニティ
- ロッテキシリトールガム